# Episodi di Mike & Molly (prima stagione)
La prima stagione della serie televisiva Mike & Molly, composta da 24 episodi, è stata trasmessa negli Stati Uniti dal 20 settembre 2010 al 16 maggio 2011 sul canale CBS.
In Italia la stagione è andata in onda dal 29 maggio 2011 su Steel, mentre in chiaro è stata trasmessa nella fascia pomeridiana di Italia 1 dal 16 settembre al 10 ottobre 2013.
| nº | Titolo originale                 | Titolo italiano               | Prima TV USA      | Prima TV Italia   |
| -- | -------------------------------- | ----------------------------- | ----------------- | ----------------- |
| 1  | Pilot                            | Obesi anonimi                 | 20 settembre 2010 | 29 maggio 2011    |
| 2  | First Date                       | Il primo appuntamento         | 27 settembre 2010 | 5 giugno 2011     |
| 3  | First Kiss                       | II primo bacio                | 4 ottobre 2010    | 12 giugno 2011    |
| 4  | Mike's Not Ready                 | Questione di tempo            | 11 ottobre 2010   | 19 giugno 2011    |
| 5  | Carl Is Jealous                  | Attacchi di gelosia           | 18 ottobre 2010   | 26 giugno 2011    |
| 6  | Mike's Apartment                 | A casa di Mike                | 25 ottobre 2010   | 3 luglio 2011     |
| 7  | After the Lovin                  | Una notte di sesso            | 1º novembre 2010  | 10 luglio 2011    |
| 8  | Mike Snores                      | Il difetto di russare         | 8 novembre 2010   | 17 luglio 2011    |
| 9  | Mike's New Boots                 | Il poliziotto con gli stivali | 15 novembre 2010  | 24 luglio 2011    |
| 10 | Molly Gets a Hat                 | Il cappellino di Molly        | 22 novembre 2010  | 31 luglio 2011    |
| 11 | Carl Gets a Girl                 | La ragazza di Carl            | 6 dicembre 2010   | 7 agosto 2011     |
| 12 | First Christmas                  | Il primo Natale insieme       | 13 dicembre 2010  | 14 agosto 2011    |
| 13 | Mike Goes to the Opera           | Una serata all'opera          | 3 gennaio 2011    | 21 agosto 2011    |
| 14 | Molly Makes Soup                 | La zuppa di Molly             | 17 gennaio 2011   | 28 agosto 2011    |
| 15 | Jim Won't Eat                    | Problemi con la mamma di Mike | 7 febbraio 2011   | 4 settembre 2011  |
| 16 | First Valentine's Day            | Il primo San Valentino        | 14 febbraio 2011  | 11 settembre 2011 |
| 17 | Joyce & Vince and Peaches & Herb | Un venerdì sera bollente      | 21 febbraio 2011  | 18 settembre 2011 |
| 18 | Mike's Feet                      | I piedi di Mike               | 28 febbraio 2011  | 25 settembre 2011 |
| 19 | Peggy Shaves Her Legs            | Le gambe lisce di Peggy       | 21 marzo 2011     | 2 ottobre 2011    |
| 20 | Opening Day                      | L'inizio del campionato       | 11 aprile 2011    | 2 ottobre 2011    |
| 21 | Samuel Gets Fired                | Il licenziamento              | 18 aprile 2011    | 9 ottobre 2011    |
| 22 | Cigar Talk                       | Chiacchierata tra amici       | 2 maggio 2011     | 9 ottobre 2011    |
| 23 | Victoria's Birthday              | Il compleanno di Victoria     | 9 maggio 2011     | 16 ottobre 2011   |
| 24 | Peggy's New Beau                 | Il nuovo amico di Peggy       | 16 maggio 2011    | 16 ottobre 2011   |